# Pablo Nieto

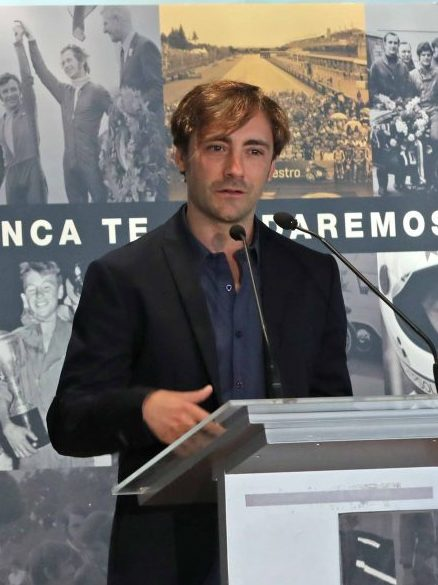
Pablo Nieto (2017).

Pablo Nieto Aguilar (Madrid, 4 juni 1980) is een Spaans motorcoureur. Hij is de zoon van veelvoudig wereldkampioen Ángel Nieto, de broer van Ángel Nieto jr. en de neef van Fonsi Nieto.
Nieto maakte in 1998 zijn debuut in de 125cc-klasse van het wereldkampioenschap wegrace met een wildcard tijdens de Grand Prix van Catalonië op een Aprilia. In 1999 maakte hij zijn fulltime debuut in de klasse op een Derbi en eindigde drie keer in de punten. In 2000 en 2001 scoorde hij regelmatiger punten, alvorens hij in 2002 overstapte naar een Aprilia. Dat jaar behaalde hij zijn eerste pole position in de Grand Prix van Spanje en stond hij op het podium in Italië, Australië en Valencia, waardoor hij zesde in het kampioenschap werd. In 2003 behaalde hij podiumplaatsen in Italië en de TT van Assen, voordat hij in Portugal zijn enige Grand Prix-overwinning behaalde. Ook in 2004 stond hij op het podium in Catalonië en Duitsland, wat achteraf zijn laatste podiumplaatsen bleken te zijn. In 2005 keerde hij terug naar een Derbi, maar na een jaar stapte hij weer over naar een Aprilia, waarop hij twee jaar bleef rijden. In 2008 stapte hij over naar een KTM om aan het einde van het seizoen zijn pensioen aan te kondigen. In 2009 werd hij teammanager van het MotoGP-team Onde 2000 met Sete Gibernau als coureur. Tevens was hij tussen 2012 en 2014 teammanager van het Moto3-team Laglisse, waarmee hij in 2013 kampioen werd met Maverick Viñales als coureur. Tegenwoordig is hij de teammanager van Valentino Rossi's Moto3-team SKY Racing Team VR46.